# Min Gud, det är saligt
Min Gud, det är saligt (Min Gud, huru saligt) är en psalm med text från 1749 av Charles Wesley och med musik av John Jenkins Husband.

## Publicerad i
- Musik till Frälsningsarméns sångbok 1907 som nr 189
- Frälsningsarméns sångbok 1929 som nr 316 under rubriken "Jubel, erfarenhet och vittnesbörd".
- Frälsningsarméns sångbok 1968 som nr 322 under rubriken "Jubel och tacksägelse".
- Frälsningsarméns sångbok 1990 som nr 508 under rubriken "Lovsång, tillbedjan och tacksägelse".